# Choctaw Lake (Ohio)
Choctaw Lake es un lugar designado por el censo ubicado en el condado de Madison en el estado estadounidense de Ohio. En el Censo de 2010 tenía una población de 1546 habitantes y una densidad poblacional de 493,32 personas por km².

## Geografía
Choctaw Lake se encuentra ubicado en las coordenadas 39°57′33″N 83°29′19″O / 39.95917, -83.48861. Según la Oficina del Censo de los Estados Unidos, Choctaw Lake tiene una superficie total de 3.13 km², de la cual 2.13 km² corresponden a tierra firme y (31.9%) 1 km² es agua.

## Demografía
Según el censo de 2010, había 1546 personas residiendo en Choctaw Lake. La densidad de población era de 493,32 hab./km². De los 1546 habitantes, Choctaw Lake estaba compuesto por el 97.87% blancos, el 0.78% eran afroamericanos, el 0.06% eran amerindios, el 0.39% eran asiáticos, el 0% eran isleños del Pacífico, el 0.13% eran de otras razas y el 0.78% pertenecían a dos o más razas. Del total de la población el 0.97% eran hispanos o latinos de cualquier raza.